# زالزالک ایرانی
زالزالک ایرانی (قرمز) (نام علمی: Crataegus persica)، گونه‌ای زالزالک است که بومی استان چهارمحال و بختیاری است.

## ویژگی‌ها
شاخه‌های جوان آن کرک‌های بلند دارند و جدا و به رنگ قهوه‌ای تیره هستند و شاخه‌های مسن‌تر آن به رنگ خاکستری-تیره است. برگ‌های آن طول ۴٫۵–۶ و عرض ۴٫۵–۵ سانتی‌متر، با محیط لوزی تا تخم‌مرغی، بالایی‌ها سه اوله و بقیه ۵–۹ لوبی است.
این گونه از زالزالک به عنوان یک پایه مقاوم به کلروز برای ارقام تجاری درختان به مورد استفاده قرار می‌گیرند. این گونه از زالزالک به دلیل مقاومت بالایی که به شرایط نامناسب محیطی دارد، می‌تواند به عنوان پایه نیز مورد استفاده قرار بگیرد. در صورتی که ارقام به خوراکی روی زالزالک ایرانی (قرمز) پیوند زده شوند، موجب افزایش تحمل شرایط نامساعد محیطی می‌شود.